# Ringelrups
De ringelrups (Malacosoma neustria) of ringelrupsvlinder is een kleine, vrij korte nachtvlinder behorende tot de familie van de spinners (Lasiocampidae). 

## Uiterlijk
Over de lichtbruine voor- en achtervleugels lopen twee donkere lijnen. Daartussen zijn de vleugels iets donkerder, waardoor het op een brede schaduwband lijkt. De mannetjes hebben gekamde voelsprieten en zijn kleiner dan de vrouwtjes. De voorvleugellengte bij de mannetjes is tussen de 13 en 29 millimeter, bij de vrouwtjes 16 tot 40 millimeter.

## Voorkomen
Ze komen voor in heel Nederland en België in tuinen, struweel, open bossen en boomgaarden. Vrij talrijk, al lijkt de ringelrups in delen van Nederland flink achteruit te zijn gegaan. De vliegperiode is van juni tot en met augustus.

## Levenswijze
De vrouwtjes zetten hun eitjes af op dunne takjes in een ringvormige rij.
De rups, die 4 centimeter lang is en slank, bevindt zich in mei en juni op fruitbomen, eiken, meidoorns en rozen. De rupsen zijn soms schadelijk omdat ze alle bladeren van de (vrucht)bomen opeten.

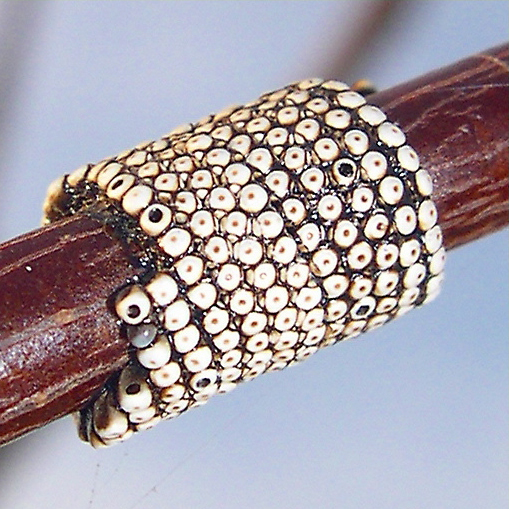
Eitjes in ringvormige rij